# شعر چینی
شعر چینی (به چینی: 中国古典诗歌) به شعری گفته می‌شود که به زبان چینی سروده و خوانده می‌شود که دربردارندهٔ گونه‌های مختلف زبان چینی از جمله زبان چینی کلاسیک، استاندارد، ماندارین،زبان کانتونی و همچنین سایر زبان‌های تاریخی و بومی چین است. این شعرها عمدتاً یا از نوع شعرهای کلاسیک چینی یا شعر نو چینی هستند.